# ایهاب مساکنی
یهاب مساکنی (انگلیسی: Iheb Msakni؛ زادهٔ ۱۸ ژوئیهٔ ۱۹۸۸) بازیکن فوتبال اهل تونس است.
از باشگاه‌هایی که در آن بازی کرده‌است می‌توان به باشگاه فوتبال اسپرانس تونس، باشگاه فوتبال المعب تونس، باشگاه ورزشی العهد، و باشگاه فوتبال ستاره ساحلی اشاره کرد.
وی همچنین در تیم ملی فوتبال تونس بازی کرده‌است.